# Козеріг один
«Козеріг один» (англ. Capricorn One) — американський пригодницький фільм 1977 року.
Політ американського космічного корабля «Козеріг один» на Марс опиняється під загрозою через технічну несправність. Трьох астронавтів змушують взяти участь у містифікації: вони повинні зобразити висадку на Марс у телестудії. Але правду неможливо приховати і журналіст Колфілд береться за розслідування, поки астронавти вирішують тікати.

## Сюжет
Астронавти Чарльз Брубейкер, Пітер Вілліс і Джон Вокер готуються до першого в історії пілотованого польоту на Марс. Коли відбувається підготовка їхнього космічного корабля «Козеріг один» до старту, астронавтам раптово наказують негайно покинути стартовий майданчик через «надзвичайну ситуацію». Їх доставляють літаком на покинуту військову базу в пустелі. «Козеріг один» проте стартує за розкладом, і громадськість не знає, що космічний корабель порожній.
На базі представник НАСА Джеймс Келловей повідомляє астронавтам, що система життєзабезпечення корабля була несправна. Якби місія зазнала невдачі, НАСА не отримало б коштів на наступні космічні програми. Тому астронавтів було надто ризиковано відправляти на Марс, і вони повинні взяти участь в імітації польоту. План полягає в тому, що персонал НАСА отримуватиме записи про політ, зроблені під час тренувань астронавтів. Потім Чарльзу, Пітеру та Джону доведеться знятися в сцені висадки на Марс у телестудії. В потрібний час «Козеріг один» автоматично приземлиться в океані, куди заздалегідь доставлять астронавтів. Келловей погрожує їм, що в разі відмови взяти участь в містифікації, дружини астронавтів (які летять у замінованому літаку) загинуть.
У командному центрі лише декілька людей знають, що на борту «Козерога один» нікого немає. В день посадки на Марс технік Елліот Віттер помічає, що штаб місії отримує радіопередачі від екіпажу надто рано (сигнал з Марса до Землі повинен летіти 20 хв). Віттер повідомляє про це своїм керівникам, включаючи Келловея, але йому пояснюють, що це через несправність термінала. Віттер підозрює обман і розповідає про це журналісту Роберту Колфілду. Після цього Віттер раптово зникає, і коли Колфілд відвідує його квартиру, то виявляє, що всі свідчення існування Віттера зникли. Там живе незнайома жінка, документи підроблені. Потім Колфілд ледь не гине через несправність свого автомобіля. Лише завдяки щасливому випадку він лишається живим.
Посадкова капсула «Козерога один» згоряє при поверненні на Землю через несправний теплозахисний екран. Колловей звертається до громадськості з заявою, що учасники польоту героїчно загинули. Астронавти розуміють, що чиновникам потрібно буде вбити їх, щоб зберегти містифікацію в таємниці. Перед відправкою на віддалений острів біля очікуваного місця посадки, вони викрадають літак і тікають. Але в нього швидко закінчується пальне, тому літак здійснює аварійну посадку в пустелі. Астронавти йдуть кожен у інший бік, щоб їх було важче знайти. Келловей посилає за ними вертольоти. Вілліса та Вокера згодом схоплюють, а Брубейкер уникає захоплення та переживає ніч серед скель.
Колфілд розпитує дружину Брубейкера щодо її останньої розмови з чоловіком під час місії «Козерога один». Тоді Брубейкер згадав минулорічну поїздку, але назвав місце, де був з дружиною позаминулого року. Колфілд вважає, що астронавт повідомив місце свого перебування. Тож він вирушає туди, у Флет-рок, де розташований знімальний майданчик кіностудії. Там у журналіста невдало стріляють невідомі. Згодом йому в квартиру підкладають наркотики і заарештовують. Начальник Колфілда заступається за нього, але мусить звільнити.
Друг-репортер розповідає Колфілду про покинуту військову базу, розташовану біля Г'юстона. Колфілд знаходить там медальйон Брубейкера і робить висновок, що астронавти десь поруч. Колфілд наймає пілота Альбейна, щоб оглянути пустелю з повітря. Вони помічають два гелікоптера та летять за ними до занедбаної автозаправки, де ховається Брубейкер. Колфілд підбирає астронавта, Альбейн засліплює переслідувачів, розбризкавши аерозоль, і гелікоптери розбиваються.
Колфілд і Брубейкер прибувають на поминальну службу за загиблим екіпажем «Козерога один». Під час промови президента Колфілд і Брубейкер з'являються перед здивованими людьми. Журналісти звертають камери на них.

## У ролях
| Актор            | Роль                   |
| ---------------- | ---------------------- |
| Елліотт Ґулд     | Роберт Колфілд         |
| Джеймс Бролін    | Чарльз Брубейкер       |
| Бренда Ваккаро   | Кей Брубейкер          |
| Сем Вотерстон    | Пітер Вілліс           |
| О. Джей Сімпсон  | Джон Вокер             |
| Гел Голбрук      | доктор Джеймс Келловей |
| Карен Блек       | Джуді Дрінквотер       |
| Теллі Савалас    | Елдейн                 |
| Девід Гаддлстон  | Голліс Пікер           |
| Девід Дойл       | Волтер Лафлін          |
| Лі Брайант       | Шарон Вілліс           |
| Деніз Ніколас    | Бетті Вокер            |
| Роберт Волден    | Елліот Віттер          |
| Джеймс Сіккінг   | диспетчер              |
| Алан Фадж        | комунікатор капсули    |
| Джеймс Карен     | віце-президент Прайс   |
| Вірджинія Кайзер | місіс Прайс            |
| Ненсі Мелоун     | місіс Пікер            |
| Генк Стол        | генерал Ендерс         |
| Норман Бартольді | президент              |

## Саундтрек
| Список треків | Список треків     | Список треків |
| #             | Назва             | Тривалість    |
| ------------- | ----------------- | ------------- |
| 1.            | «Main Title»      | 2:47          |
| 2.            | «Bedtime Story»   | 3:01          |
| 3.            | «Docking»         | 2:55          |
| 4.            | «No Water»        | 2:26          |
| 5.            | «The Message»     | 4:33          |
| 6.            | «Breakout»        | 3:13          |
| 7.            | «Kay's Theme»     | 3:17          |
| 8.            | «The Station»     | 3:30          |
| 9.            | «The Snake»       | 3:37          |
| 10.           | «The Long Climb»  | 3:53          |
| 11.           | «The Letter»      | 2:52          |
| 12.           | «The Celebration» | 3:04          |

## Сприйняття
На агрегаторі рецензій Rotten Tomatoes фільм зібрав 65 % позитивних рецензій критиків. На Metacritic середня оцінка від критиків складає 38 зі 100.
Вінсент Кенбі в рецензії 1978 року для «New York Times» написав, що фільм на початку «точний в усіх банальностях» повсякденних справ, а його найцікавіші частини наповнені сприятливими для героїв збігами обставин. Згідно з «Variety», тріо астронавтів не сприймається як команда, на відміну від Колфілда та Брубейкера в фіналі фільму. Пілот Альбейн є чудовим доповненням до Колфілда.
Джим Ніпфел на сайті Den of Geek зробив висновок, що Гаямс створив «акуратну, напружену, кумедну і цілком правдоподібну історію, яка викликала багато запитань і інтригуючих моральних проблем». А в останній третині фільм стає бойовиком із великою кількістю трюків, де режисер вдається до згадок теорій змови. Справжні керівники обману безіменні і згадуються лише як «вони»; втікачів переслідують чорні гелікоптери. Але в параноїдальну й конспірологічну епоху XXI століття «Козеріг один» уже не дивує.
Як повідомляє DVDTalk, режисер «делікатно балансує між різними настроями» в сценарії з двома паралельними сюжетами про астронавтів і журналіста, що бажають домогтися правди. Наприкінці чорні гелікоптери самі стають персонажами і завершення фільму — це суцільна гонитва з чудовими трюками й операторською роботою. Фільм став наслідком конспірологічних міркувань про сфальшованість висадки на Місяць і Вотергейтського скандалу. Але головне, що Гаямс відчув суспільні настрої: до середини 1970-х років Америка стала не просто цинічною щодо досліджень космосу, а байдужою до цієї теми. Це видно в фільмі, де президент мало зацікавлений в польоті і присутній лише формально, а радість перших кроків Армстронга швидко переростає в дрібні суперечки щодо фінансування та пріоритетів.
«Козеріг один» здобув велику популярність в СРСР, де його прем'єра відбулася в 1980 році.

## Інше
У 1956 році Джеймс Едвард Ґанн написав науково-фантастичне оповідання «Печера ночі», за сюжетом якого ВПС Сполучених Штатів імітують перший американський космічний політ з екіпажем через брак коштів. Космічний корабель передає заздалегідь записані повідомлення, а пілота потім оголошують загиблим. Свідком змови стає радіорепортер, який бачить астронавта на Землі, але уряд змушує його знищити всі докази. Оповідання було адаптоване як радіовистава того ж року.